# Leander Schreurs
Pour les articles homonymes, voir Schreurs.
Leander Schreurs, né le 2 octobre 1985 à Zwolle, est un coureur cycliste néerlandais.

## Palmarès et classements mondiaux

### Palmarès
- 2008
  - 6e étape du Tour du Faso
- 2009
  - 8e étape du Tour du Sénégal
- 2010
  - 4e étape du Tour du Faso
- 2012
  - 1re et 3e étapes du Tour du Faso
  - 2e du Tour du Faso

### Classements mondiaux
| Année           | 2009 | 2010 | 2011 | 2012 | 2013 |
| --------------- | ---- | ---- | ---- | ---- | ---- |
| UCI Africa Tour | 106e | nc   | 129e | nc   | 38e  |